# Sligo/Leitrim Uplands SPA
Sligo/Leitrim Uplands SPA este o arie protejată (arie de protecție specială avifaunistică — SPA) din Irlanda întinsă pe o suprafață de 1.733,55 ha, integral pe uscat.

## Localizare
Centrul sitului Sligo/Leitrim Uplands SPA este situat la coordonatele 54°22′08″N 8°23′24″W / 54.368893°N 8.389996°V.

## Înființare
Situl Sligo/Leitrim Uplands SPA a fost declarat arie de protecție specială avifaunistică în noiembrie 2006 pentru a proteja 2 specii de animale.

## Biodiversitate
Situată în ecoregiunea atlantică, aria protejată nu include niciun habitat protejat.
La baza desemnării sitului se află mai multe specii protejate de  păsări (2): șoim călător (Falco peregrinus), Pyrrhocorax pyrrhocorax.